# ЦЕФЛ лига 2013.
ЦЕФЛ лига 2013. је осма сезона ЦЕФЛ лиге. У лиги учествује четири клуба. Два клуба су из Србије, a по један из Словеније и Мађарске.
Титулу победника ЦЕФЛ лиге освојили су Вукови Београд који је у финалу са 42:0 победили Крагујевац вајлд борсе.

## Систем такмичења
У регуларном делу сезоне игра се двоструки лига систем, свако са сваким по две утакмице, укупно сваки клуб одигра по шест утакмица. Два првопласирана клуба пласирају се у финале. Предност домаћег терена има екипа која је била прва у регуларном делу.

## Клубови
| Екипа       | Место      |
| ----------- | ---------- |
| Вајлд борси | Крагујевац |
| Вукови      | Београд    |
| Вулвси      | Будимпешта |
| Силверхокси | Љубљана    |

## Резултати[1]
| Датум          | Клуб                   | Клуб                   | Резултат |
| -------------- | ---------------------- | ---------------------- | -------- |
| 23. март 2013  | Вулвси Будимпешта      | Вајлд борси Крагујевац | 28:55    |
| 6. април 2013  | Вукови Београд         | Вајлд борси Крагујевац | 41:14    |
| 13. април 2013 | Вајлд борси Крагујевац | Силверхокси Љубљана    | 27:13    |
| 14. април 2013 | Вулвси Будимпешта      | Вукови Београд         | 18:44    |
| 27. април 2013 | Силверхокси Љубљана    | Вукови Београд         | 22:49    |
| 4. мај 2013    | Вајлд борси Крагујевац | Вулвси Будимпешта      | 49:7     |
| 18. мај 2013   | Вулвси Будимпешта      | Силверхокси Љубљана    | 33:47    |
| 25. мај 2013   | Вукови Београд         | Силверхокси Љубљана    | 46:21    |
| 8. јун 2013    | Силверхокси Љубљана    | Вулвси Будимпешта      | 56:14    |
| 9. јун 2013    | Вајлд борси Крагујевац | Вукови Београд         | 23:60    |
| 30. јун 2013   | Вукови Београд         | Вулвси Будимпешта      | 48:12    |
| 30. јун 2013   | Силверхокси Љубљана    | Вајлд борси Крагујевац | 14:27    |

## Табела[2]
|  | Пласирали се у финале |

| #  | Клуб                   | ИГ | Д | ИЗ | ГД  | ГП  | ГР   | %     |
| -- | ---------------------- | -- | - | -- | --- | --- | ---- | ----- |
| 1. | Вукови Београд         | 6  | 6 | 0  | 288 | 110 | +178 | 1.000 |
| 2. | Вајлд борси Крагујевац | 6  | 4 | 2  | 195 | 163 | +32  | 0.600 |
| 3. | Силверхокси Љубљана    | 6  | 2 | 4  | 173 | 196 | -23  | 0.400 |
| 4. | Вулвси Будимпешта      | 6  | 0 | 6  | 112 | 299 | -187 | 0.000 |

ИГ = одиграо, Д = победио, ИЗ = изгубио, ГД = голова дао, ГП = голова примио, ГР = гол-разлика, % = проценат успешности

## Финале
| Датум       | Клуб           | Клуб                   | Резултат |
| ----------- | -------------- | ---------------------- | -------- |
| 7. јул 2013 | Вукови Београд | Вајлд борси Крагујевац | 42:0     |

| Првак ЦЕФЛ лиге 2013.    |
| ------------------------ |
| Вукови Београд 5. титула |